# Jagt den Fuchs!
Jagt den Fuchs! (Originaltitel: After the Fox) ist eine britisch-italienische Filmkomödie von Vittorio de Sica aus dem Jahr 1966 mit Peter Sellers in der Hauptrolle.

## Handlung
In Kairo werden Goldbarren im Wert von 3 Millionen US-Dollar gestohlen. Die Diebe versuchen die Barren, die knapp zwei Tonnen wiegen, nach Europa zu schmuggeln. Es gibt nur vier Gauner, die das schaffen können. Der Franzose ist auf einen Rollstuhl angewiesen; der Ire ist so kurzsichtig, dass er die Bank, die er ausrauben will, mit einer Polizeistation verwechselt; der Deutsche ist so fett, dass er durch kaum eine Tür passt. Nur der Italiener Aldo Vanucci, der den Spitznamen „Fuchs“ trägt und ein Verkleidungskünstler ist, scheint dafür gerissen genug zu sein.
Vanucci kommt, nachdem er seine Schwester (eine Schauspielerin) getroffen hat, auf die Idee, sich als Filmregisseur Federico Fabrizi auszugeben. Er will die Barren am helllichten Tage zu Lande verfrachten. Das Ganze soll – zur Tarnung – eine Szene in einem von ihm inszenierten Avantgarde-Film sein. Um es realistisch erscheinen zu lassen, heuert Vanuzzi den amerikanischen Star Tony Powell an. Die Bewohner eines Fischerdorfes, in dem der Film gedreht werden soll, sind von dem Star so begeistert, dass sie bereitwillig mithelfen. Vanucci wird entlarvt, sein Film, der den Titel „Das Gold aus Kairo“ trägt, als Beweismittel beschlagnahmt. In dem anschließenden Gerichtsverfahren wird der Film von einem Filmkritiker als „Meisterwerk“ gefeiert. Vanucci wird zu fünf Jahren Haft verurteilt, er kann aber nach kurzer Zeit aus dem Gefängnis ausbrechen.

## Kritiken
„In seiner geschickten Verbindung von Gaunerkomödie und Persiflage der Filmbranche (einschließlich der Filmkritik) unterhält der Streifen gut. Doch ist er künstlerisch relativ unbedeutend und steht – ohne daß hier einem bestimmten Filmstil nachgetrauert würde – völlig im Schatten früherer Meisterwerke des Regisseurs.“

„Eine sonderbare Kreuzung italienischer und angelsächsischer Komödienklischees, die mit einer Satire auf die Filmbranche kombiniert ist. Zwar turbulent, auf die Dauer aber ermüdend.“

„Insgesamt schafft es der Film recht gut, Elemente der Gaunerkomödie mit der amüsanten Persiflage der Filmbranche zu verbinden.“

## Hintergrund
- Sellers und Ekland waren zum Zeitpunkt der Dreharbeiten verheiratet; sie spielten auch noch zusammen in dem Film Bobo ist der Größte (1967).
- Der Broadway-Autor Simon legte hier sein erstes Filmdrehbuch vor.
- Gedreht wurde der Film in Italien, unter anderem in Rom, Perugia und auf der Insel Ischia.
- Produzent Bryan, der 1948 einen Oscar gewann, produzierte nach diesem nur noch einen weiteren Film.
- Komponist Bacharach, der die Musik für die englische Filmversion komponierte (Piccioni war für die italienische Version verantwortlich), gewann später zwei Oscars.
- Den Titelsong sang die Band The Hollies zusammen mit Peter Sellers.
- Die humorvoll animierte Titelsequenz wurde von Maurice Binder, der vor allem für die Filmtitel der James-Bond-Filme bekannt ist, entworfen.
- Die Deutschland-Premiere war am 16. Dezember 1966.